# Павлидис, Василиос (борец)
Василиос Павлидис (греч. Βασίλειος Παυλίδης; 1897, Афины — неизвестно) — греческий борец греко-римского стиля. Участник летних Олимпийских игр 1920, 1924 и 1928 годов.

## Биография
Василиос Павлидис родился в 1897 году в греческом городе Афины.
Выступал в соревнованиях по греко-римской борьбе за афинский «Панеллиниос».
В 1920 году вошёл в состав сборной Греции на летних Олимпийских играх в Антверпене. В весовой категории до 67,5 кг в первом раунде проиграл на 2-й минуте Шарлю Фризенфельду из Дании.
В 1924 году вошёл в состав сборной Греции на летних Олимпийских играх в Париже. В весовой категории до 67,5 кг в первом раунде проиграл на 17-й минуте Леону Ренкавеку из Польши, во втором на 19-й минуте — Хольгеру Аскехаве из Дании.
В 1928 году вошёл в состав сборной Греции на летних Олимпийских играх в Амстердаме. В весовой категории до 67,5 кг в первом раунде проиграл решением судей Харальду Петтерссону из Швеции, во втором проиграл туше Таяйру Ялазу из Турции.
Дата смерти неизвестна.